# 영오초등학교 영현분교
영오초등학교 영현분교는 대한민국 경상남도 고성군 영현면 침점리에 있는 공립 초등학교이다.

## 학교 연혁
- 1928년 5월 24일 영현공립보통학교(4년제) 개교
- 1938년 4월 1일 영현공립심상소학교로 개칭[1]
- 1939년 3월 1일 6년제 인가
- 1941년 4월 1일 영현공립국민학교로 개칭[2]
- 1981년 1월 31일 병설유치원 개원
- 1993년 2월 1일 봉발분교 통합
- 1996년 3월 1일 영현초등학교로 개칭[3]
- 2000년 2월 21일 꿈나무생활관 준공
- 2016년 2월 16일 제83회 졸업(졸업생 총수 3,657)
- 2016년 3월 1일 제34대 박길숙 교장 취임
- 2023년 3월 1일 영오초등학교 영현분교로 개편

## 학교 상징
- 우리 학교 꽃 - 장미 : 고운 향기를 나누는 장미처럼 아름다운 정을 나누는 어린이
- 우리 학교 나무 - 은행나무 : 학교 교문을 지키고 있는 은행나무처럼 큰 꿈을 키우는 어린이

## 참고 자료
- 영오초등학교 영현분교 - 한국교육학술정보원 학교알리미